# 愚鈍

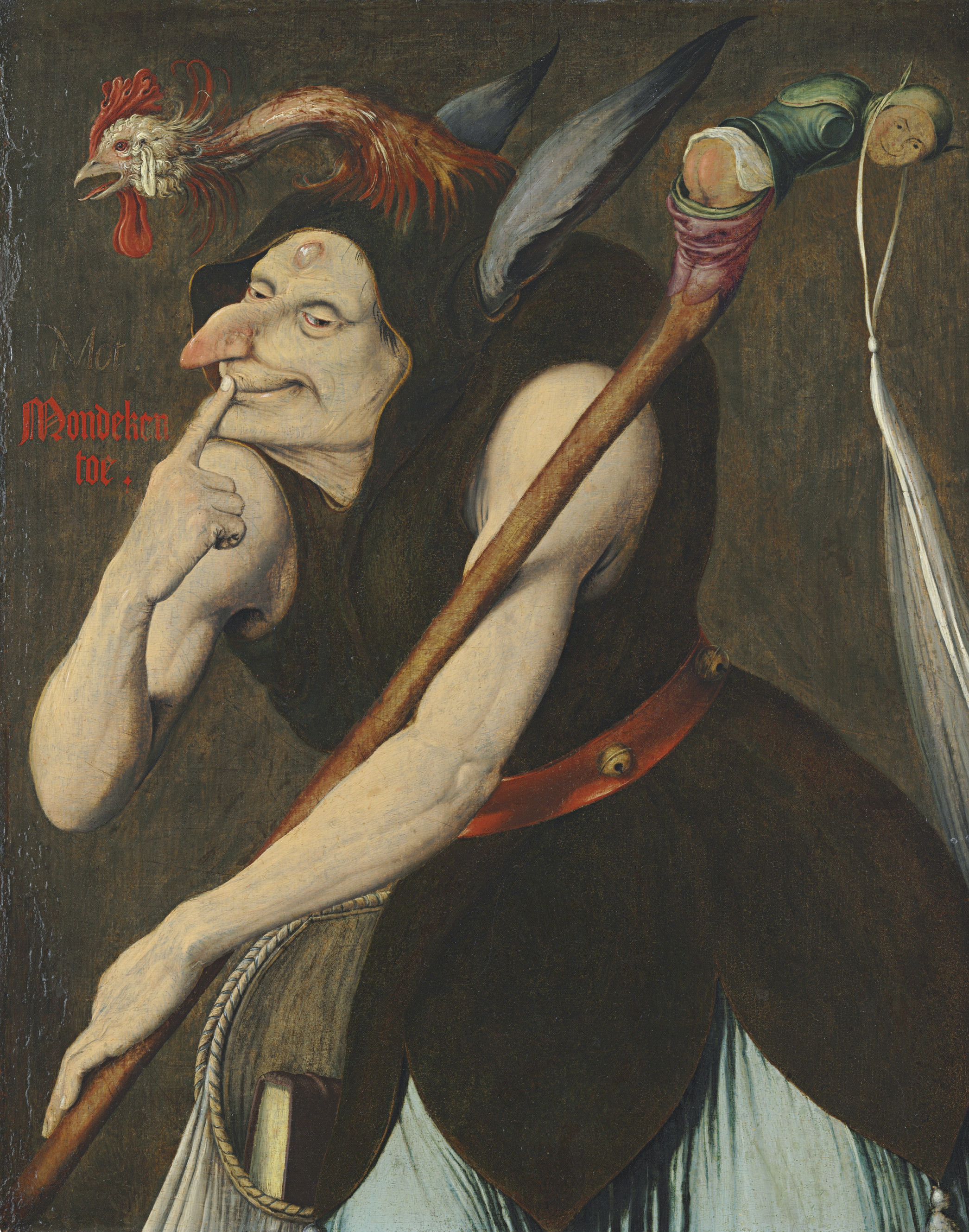
クエンティン・マサイスによるAn Allegory of Folly、16世紀始め

愚鈍（ぐどん）とは知性、理解力、理性、機転または判断力の欠如のことである。
先天性のもの、愚鈍なふりをしているだけ、防御反応によるもの、に分類できる。 

## 語源

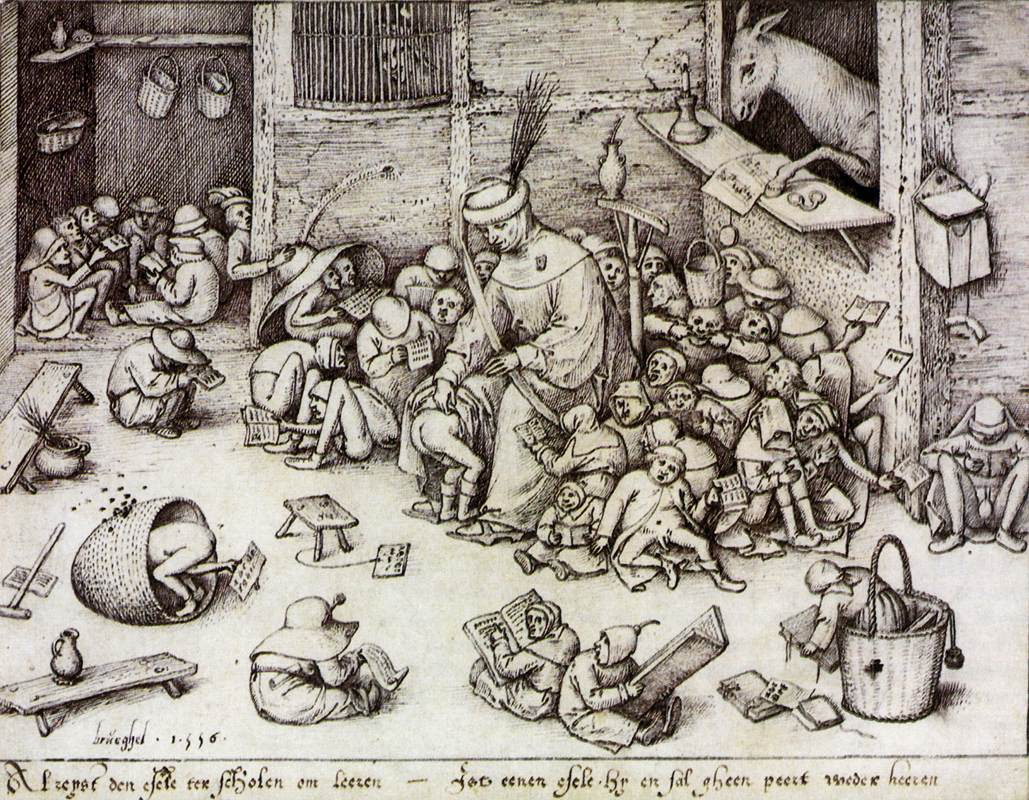
ピーテル・ブリューゲルの彫刻、1556年、表題: Al rijst den esele ter scholen om leeren, ist eenen esele hij en zal gheen peert weder keeren (たとえロバが学ぶために学校に行ったとしても、馬として彼は戻らないだろう。)

愚鈍は愚かである状態や特性、または愚かであることの特質を示す行動や考えのことである。 愚鈍の英訳であるstupidityの語根であるstupidは、形容詞や名詞として働きうるが、ラテン語の動詞で「まひしている、おどろかされる」を表すstupereに由来し、stuporに関連付けられる。ローマ時代の文化では、stupidusは演芸の中で専門のボケ役であった。
メリアム・ウェブスターオンライン辞典によれば、"stupid"と"stupidity"という言葉は1541年に英語に入り込んだ。意図的であるにせよ偶然であるにせよ愚鈍は、知的能力の欠如による人間の悪事の軽蔑的な名称として"fool," "idiot," "dumb," "moron"とともに生まれた。

## 定義
現代の英語での"stupid"は幅広い適用範囲を持ち、頭の働きが鈍い状態（知能、配慮、理性の欠如を示す）、感情や気持ちの鈍感さ（無気力、非常識、無神経）、興味や要点の理解の欠如（当惑させる、憤怒させる）という意味がある。また、それは推測能力の先天的な欠如または一時的に呆然としたあるいは遅い思考の状態もまた意味する。
Understanding Stupidityの中でジェームズ・F・ウェルズはこのように愚鈍を定義している: 「その用語は知識はあり、熟考しているにもかかわらず、不適応だと考えられる知性を示す時に用いられるだろう。」ウェルズは愚鈍を無知とは区別する。人は彼らが彼らの最悪の関心で行動していることを知らねばならない。二つ目に、それは強制的な行動や偶然でなく選択的でなければならない。最後に、それは不適応であるための活動を必要とし、その点でそれは行動者の最悪の関心で行動しており、特に新たな情報や現況への適応を阻害するために行われる。

## 愚鈍の法則
経済史学者であるカルロ・チポラは人間の愚鈍についての"The Basic Laws of Human Stupidity"のような評論で有名である。彼は愚かな人々を集団として、マフィアや工業団地のような主要な組織よりもはるかに力強い集団として捉え、それは規制や指導者、声明書がないにもかかわらず、なんとかしてきわめて効果的に、驚くべき協力のもとで作用する。
これらはチポラの五つの根本的な愚鈍の法則である。
1. いつも、そして不可避に、私たち一人ひとりは活動している愚かな個人の数を少なく見積もっている。
2. 与えられたある人が愚かであるという可能性は、その人に備わっている他のどの特徴からも独立している。
3. 私益を受け取るか、更に悪いことにその過程において自分自身に損害を引き起こすことなくある人が他の人または人々のグループに損害を引き起こすならば、その人は愚かである。
4. 愚かでない人々はいつも愚かな人々の有害な可能性を過小評価する。彼らは絶えずいつでも、どこでも、どんな状況でも、愚かな個人に対処したり、交際したりすることが常に損失の大きい間違いを構成しているということを忘れている。
5. 愚かな人は存在する人間の中で最も危険な種類の人である。

## 愚かなふりをすること
エリック・バーンは愚かさのゲームを「論題：『私は自分自身の不器用さと愚鈍に対してあなたと笑います』」のように表した。 彼は他の人々の期待を下げることの有利な点を指摘し、そしてそうすることで責任や仕事を逃れる。しかしそれでも、よく知られている馬鹿な若い息子のように圧力の下で切り抜けるだろう。
ウィルフレッド・ビオンは投影が何か新しいことを学ぶことに対する障害を形成し、そしてそれ故にそれ自身の偽りの愚かさを形成すると考えた。

## 知的な愚鈍
オットー・フェニケルは「大多数のいわゆる精神薄弱者が、抑制によって条件付けられた、偽りの弱者であったことが分かり、全ての知性は、情動的な動機がそれに対して働きかけたときに、弱さを見せる」と主張した。また彼は"つまり、人々は、彼らが理解したくないとき、理解が心配や罪の意識を引き起こすところ、または既存の神経症的な平衡を危険にさらすところでは、その場しのぎの愚か者になる"と提唱する。
むしろ他の仕方ではドリス・レッシングは「知識人のような愚か者はいない…ある種の賢い愚鈍は、経験に関係せず、頭の中で一連の論理から育った」と主張する。

## 愚行への固執
ロマン主義の啓蒙の知恵に対する反応の中で、ウィリアム・ブレイクの「もし馬鹿な者が愚行に固執したならば、彼は賢者になるだろう」という言葉やカール・グスタフ・ユングの「愚かになることは一切の技巧を必要としない。全ての技巧は愚鈍から知恵を取り出すところにある。愚鈍は賢者の母であるが聡明は決してそうでない」という言葉のように非合理なるもの、愚かなるもの、愚鈍なるものを評価する動きが現れた。
同じように、ミシェル・フーコーは明晰なカテゴリーが排除するものを再接続し、差延の他性を取り戻すための愚鈍の必要性を議論した。

## 文化において

### 喜劇において
道化師やおどけ者はたくさんの喜劇において中心的人物である。オールフォードは、愚鈍に基づくユーモアは他のいくつかのユーモアと比べるとより複雑な社会で広く用いられていることを発見した。シェイクスピアの喜劇へのいくつかの分析によって、その作品の登場人物たちが相互に矛盾した立場を保つ傾向があることがわかった。これは注意深い分析の不足を示すので、それは登場人物の側での愚鈍を示す。
今日、『ザ・シンプソンズ』のような愚鈍を披露する多数のテレビ番組がある。 間抜けな喜劇は俳優レスリー・ニールセンに象徴される、単純でおどけたユーモアに注意を向ける。

### 文学において
愚鈍についての英語の最初の本は1932年に書かれたウォルター・ピトキンによる「A Short Introduction to the History of Stupidity（邦題『愚鈍の歴史の短い入門書』）」だった。
| 「 | 愚鈍は最高社会悪だと簡単に証明される。あわせて三つの事柄がこれを証明する。第一にそして主要に、愚かな人々の数は多数である。第二に、商業、経済、外交、政治での力のほとんどは大体愚かな個人の手の中にある。最後に、高い能力はしばしば、深刻な愚鈍と関連付けられる。 | 」 |

メリル・リック・チャップマンが2003年に書いたIn Search of Stupidity:Over Twenty Years of High Tech Marketing Disastersによると
| 「 | 先端技術を研究する会社が、それらが全く予測して対処し、明瞭に解決することを期待できない「新しく」、「他に類を見ない」状況に絶えず遭遇しているという主張は明らかに間違いである...真実は、技術研究会社はいやという程一貫して、絶えず同じ間違いを繰り返しているのである...そして、これらの会社がするその愚かなことの多くは完全に避けられるものなのだ。 | 」 |

「In Search of Excellence(邦題『エクセレント・カンパニー』）」は欺瞞であることが分かったけれどもIn Search of Stupidityは本物であり、そして罪人を保護するための名前の変更はなかった」とある評論家は言う。

### 映画において
Stupidityはアルバート・ネレンバーグによって監修された2003年の映画である。それは現代社会やマスメディアでの愚鈍の例と分析を描写し、故意の無知が政治や娯楽の領域においてますます成功への戦略となった展望を探求しようとした。

### 賞
ダーウィン賞は抜群にばかげた仕方で遺伝子給源から消えることにより人類の長期生存を確実にする人々に敬意を表す。
World Stupidity Awardsは次のカテゴリーに授けられる。声明、状況、流行、達成、人、映画、マスコミ報道である。

### 技術において
技術の初期の形成に当てはまる語として、回顧的に使われる。例えば、より現代的なスマートフォンやコードレス電話に相対して、2.5G携帯やPOTSや非コードレス電話でさえ"Stupid-phone"に当てはまる。。